# Cadillac Fleetwood
De Cadillac Fleetwood is een autotype van het merk Cadillac dat in de periode 1946 - 1996 werd geproduceerd. Er zijn in totaal zes 'generaties' Fleetwood geweest.

## Generaties
- Generatie 0
  - Series 75 Fleetwood 1946 - 1964
  - Fleetwood Sixty Special 1946 - 1964
- Generatie 1
  - Fleetwood Brougham 1977 - 1979
  - Fleetwood Limousine 1977 - 1979
- Generatie 2
  - Fleetwood 1980 - 1984
  - Fleetwood Brougham 1980 - 1986
- Generatie 3
  - Fleetwood 1985 - 1988
- Generatie 4
  - Fleetwood 1989 - 1992
  - Fleetwood Sixty Special 1989 - 1992
- Generatie 5
  - Fleetwood 1993 - 1996

## Galerij

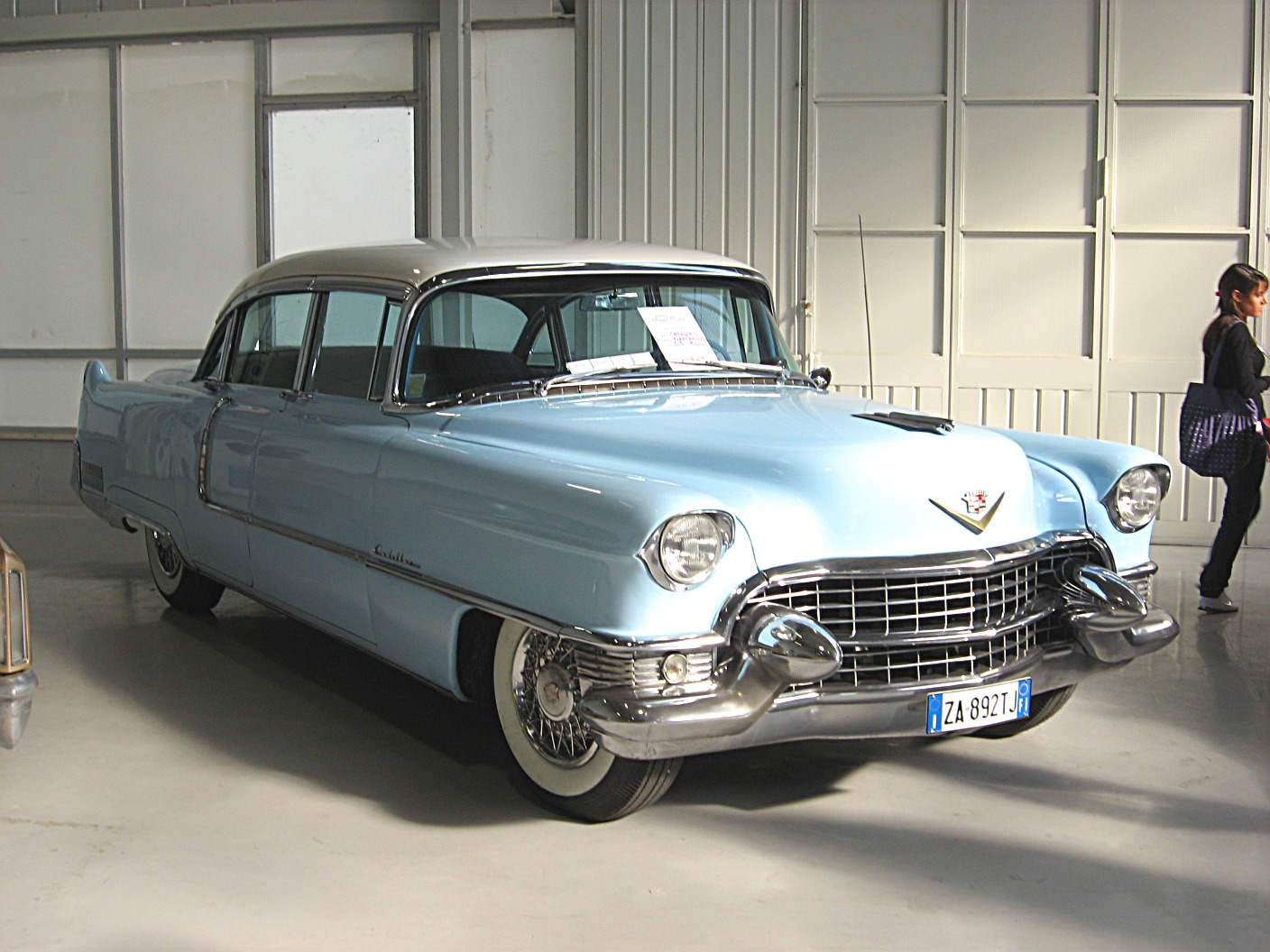
Generatie 0
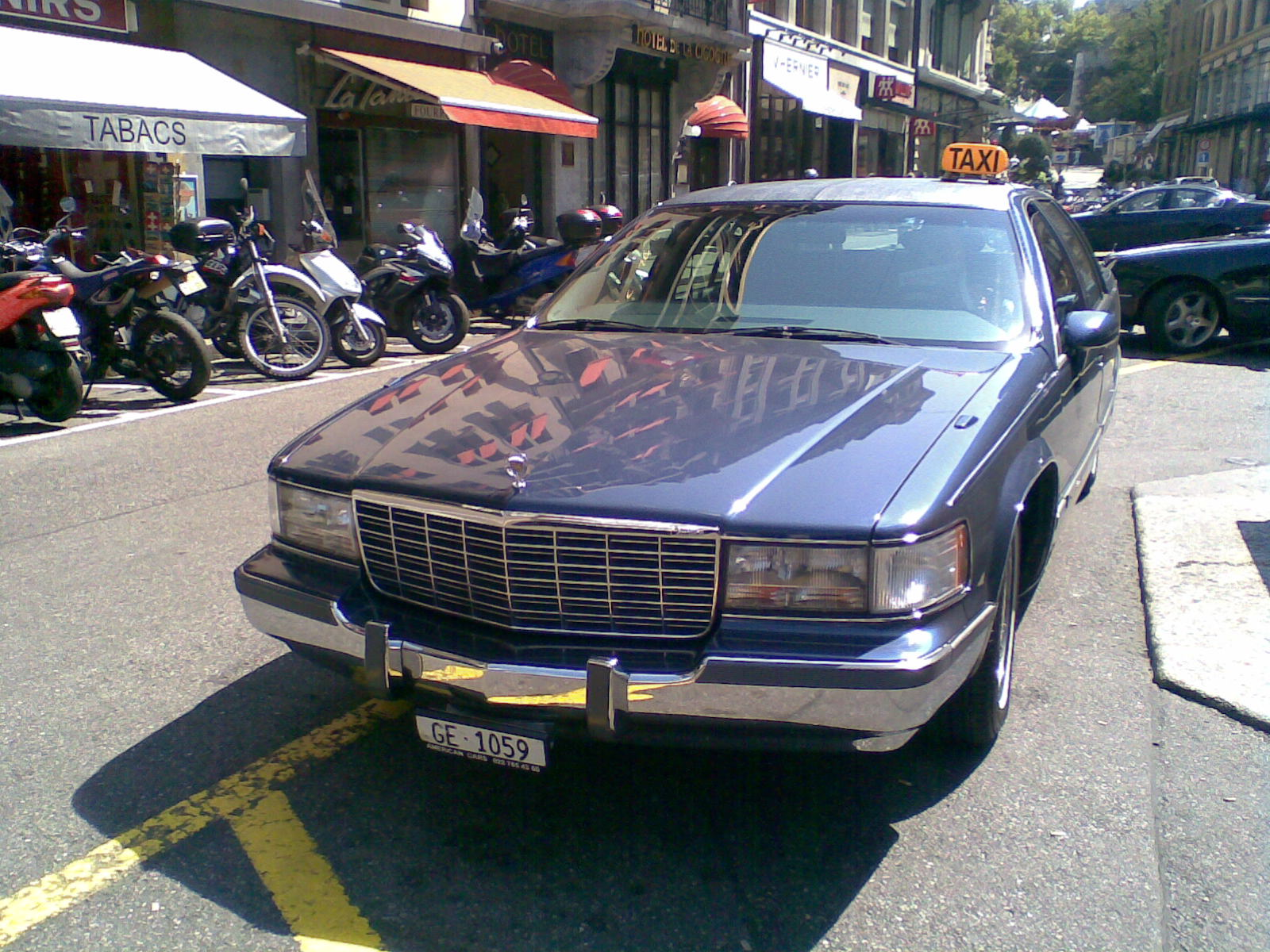
5e generatie